# 1880 McCrosky
1880 McCrosky је астероид главног астероидног појаса. Приближан пречник астероида је 15,78 km,
а средња удаљеност астероида од Сунца износи 2,674 астрономских јединица (АЈ).
Инклинација (нагиб) орбите у односу на раван еклиптике је 4,848 степени, а орбитални период износи 1597,947 дана (4,374 године). Ексцентрицитет орбите астероида износи 0,075.
Апсолутна магнитуда астероида износи 12,10 а геометријски албедо 0,102.
Астероид је откривен 13. јануара 1940. године.